# John Koenig
John Koenig è un personaggio immaginario, protagonista della serie televisiva italo-britannica Spazio 1999 (1975-1977), nella quale è il comandante della Base Lunare Alpha. Nelle due stagioni della serie è interpretato dall'attore statunitense Martin Landau.

## Storia del personaggio
John Koenig nasce a Brooklyn, New York, Stati Uniti d'America, Pianeta Terra, il 17 marzo 1957, e ha quindi 42 anni quando assume il comando della Base Lunare Alpha. È il nono e ultimo comandante di Alpha, e mantiene tale ruolo in entrambe le stagioni della serie, fungendo da punto focale della maggior parte degli episodi.
Rimasto orfano durante l'adolescenza, figlio unico, non ha altri parenti stretti. Cresciuto durante i primordi dell'era spaziale e affascinato dalle missioni dei programmi Mercury, Gemini e Apollo, si pone l'obiettivo di lavorare al programma spaziale della NASA. Studia astrofisica e ingegneria al MIT (Massachusetts Institute of Technology). All'università incontra il professore di astrofisica Victor Bergman, con il quale stringe una forte amicizia.
Ammesso successivamente al programma di addestramento astronauti, diventa amico intimo dei cadetti Sam e Tessa. Assegnato ad una missione di rifornimento alla stazione spaziale Venus, fa un'esperienza che influirà significativamente sulla sua vita: prima dell'attracco il computer della sua astronave segnala che una malattia di origine sconosciuta è scoppiata sulla stazione. In seguito alla diffusione della malattia, quattordici uomini rimangono colpiti e tre muoiono. L'ufficiale comandante di Koenig prende la decisione di abbandonare la struttura ed evacuare il personale, poiché una patologia di origine aliena sarebbe in grado di decimare l'umanità se riportata sulla Terra. 
Questo evento incide come detto sulla psicologia di Koenig, rendendolo consapevole del fatto che un comandante è spesso chiamato a prendere le decisioni difficili, sacrificando alcuni dei propri uomini a favore del bene superiore. La lezione viene appresa ancora più duramente, poiché i suoi amici Sam e Tessa, che presto avrebbero dovuto sposarsi, vengono lasciati a morire con gli altri. Koenig porterà con sé la colpa di quest'azione per anni fino a quando non sarà costretto ad affrontarla da un'entità aliena.
Più tardi, Koenig sposa una donna che più tardi descriverà come molto somigliante a Helena Russell, ma successivamente la perde nella guerra globale del 1987. Devastato dalla sua perdita, si impegna completamente nel lavoro, diventando uno dei migliori astronauti della nuova Commissione Spaziale Mondiale. Qui incontra il collega Tony Cellini, ed entrambi vengono assegnati alla Sezione Ricognizione della Base Lunare Alpha. Questo periodo di servizio viene interrotto dal disastro della sonda Ultra del 1996, quando Koenig viene rimproverato dal Commissario Dixon per il suo miope sostegno alle fantasie di Cellini e riassegnato a un lavoro d'ufficio sulla Terra.
Durante la sua permanenza sul pianeta natale, Koenig intreccia una relazione casuale con l'ufficiale della Commissione Spaziale Diana Morris, una famigerata mangiatrice di uomini. Più tardi scherzerà sul fatto che lei è stata la sua "fidanzata d'infanzia", conosciuta al gruppo di jazz-ballet del MIT.
Koenig ha una certa formazione nelle arti marziali, dimostra una certa abilità nel corpo a corpo e nel kendō .
Viene nominato comandante della Base lunare Alpha nel settembre 1999, e qui ritrova il suo vecchio professore Victor Bergman. La sua presa di comando corrisponde con un momento di crisi, nel quale una patologia sconosciuta colpisce i piloti di Aquila della base. Dopo il confronto con il medico della base Helena Russell e con il professor Bergman, Koenig decide di condurre una serie di ricognizioni per accertare la fonte delle radiazioni che potrebbero essere alla base della patologia. Durante una di tali ricognizioni, precipita con la sua Aquila, ma viene soccorso e rientra alla base.
I successivi tentativi di comprensione di quanto sta accadendo portano Koenig e i suoi ufficiali ad individuare nei depositi di scorie radioattive la fonte del problema. Dando prova del suo consueto decisionismo, Koenig ordina di procedere alla dispersione dei contenuti delle scorie, per diminuire la concentrazione delle radiazioni. Il tentativo non va tuttavia a buon fine, dato che il 13 settembre 1999 una violentissima esplosione scaglia la Luna fuori dall'orbita terrestre, dando avvio alle peregrinazioni spaziali che saranno alla base della serie.

## Merchandising
- Nel 1977, la ditta di giocattoli statunitense Mego, celebre al periodo per le sue innumerevoli action figure da 8 pollici (20 cm) e 12 pollici (30 cm) di supereroi DC Comics e Marvel, oltre che di numerose altre serie televisive, realizza una linea di action figure da 8 pollici (20 cm) per Spazio 1999 distribuita dalla Palitoy, comprendenti il Comandante Koenig, Paul Morrow, Alan Carter, l'alieno Zantor e il "Misterioso Alieno" (in inglese Mysterious Alien).[5] La linea è stata riprodotta molti anni dopo dalla Classic TV Toys con l'aggiunta di altri personaggi.[5]

## Filmografia

### Cinema
- Space: 1899, regia di Gareth Randall - cortometraggio direct-to-video (2004)

### Televisione
- Spazio 1999 (Space: 1999) - serie TV, 48 episodi (1975-1977)
- Attacco alieno (Alien Attack), regia di Charles Crichton, Lee H. Katzin e Bill Lenny - film TV (1976)
- Destinazione: Base Lunare Alpha (Destination Moonbase-Alpha), regia di Tom Clegg - film TV (1978)
- Cosmic Princess, regia di Charles Crichton e Peter Medak - film TV (1982)
- Oltre lo spazio tempo (Journey Through the Black Sun), regia di Ray Austin e Lee H. Katzin - film TV (1982)

## Pubblicazioni

### Fumetti
- Spazio 1999, AMZ Editrice.